# ميت الموز
ميت الموز إحدى قرى مركز شبين الكوم التابع لمحافظة المنوفية بجمهورية مصر العربية، ويحدها قرى زوير والدبايبة.

## التاريخ
قرية ميت الموز من القرى القديمة، حيث وردت باسم «منية الموز» في أعمال المنوفية ضمن قرى الروك الصلاحي التي أحصاها ابن مماتي في كتاب قوانين الدواوين، كما وردت باسم «منية الموز» في أعمال الغربية ضمن قرى الروك الناصري التي أحصاها ابن الجيعان في كتاب «التحفة السنية بأسماء البلاد المصرية». وفي العصر العثماني وردت باسم «منية الموز» في التربيع العثماني الذي أجراه الوالي العثماني سليمان باشا الخادم في عصر السلطان العثماني سليمان القانوني ضمن قرى ولاية المنوفية، وفي تاريخ 1228هـ/1813م الذي عدّ قرى مصر بعد المسح الذي قام به محمد علي باشا باسم «ميت الموز» ضمن قرى مديرية المنوفية.

## السكان
بلغ عدد سكان ميت الموز 6,383 نسمة، حسب الإحصاء الرسمي لعام 2006.